# 默奇森山

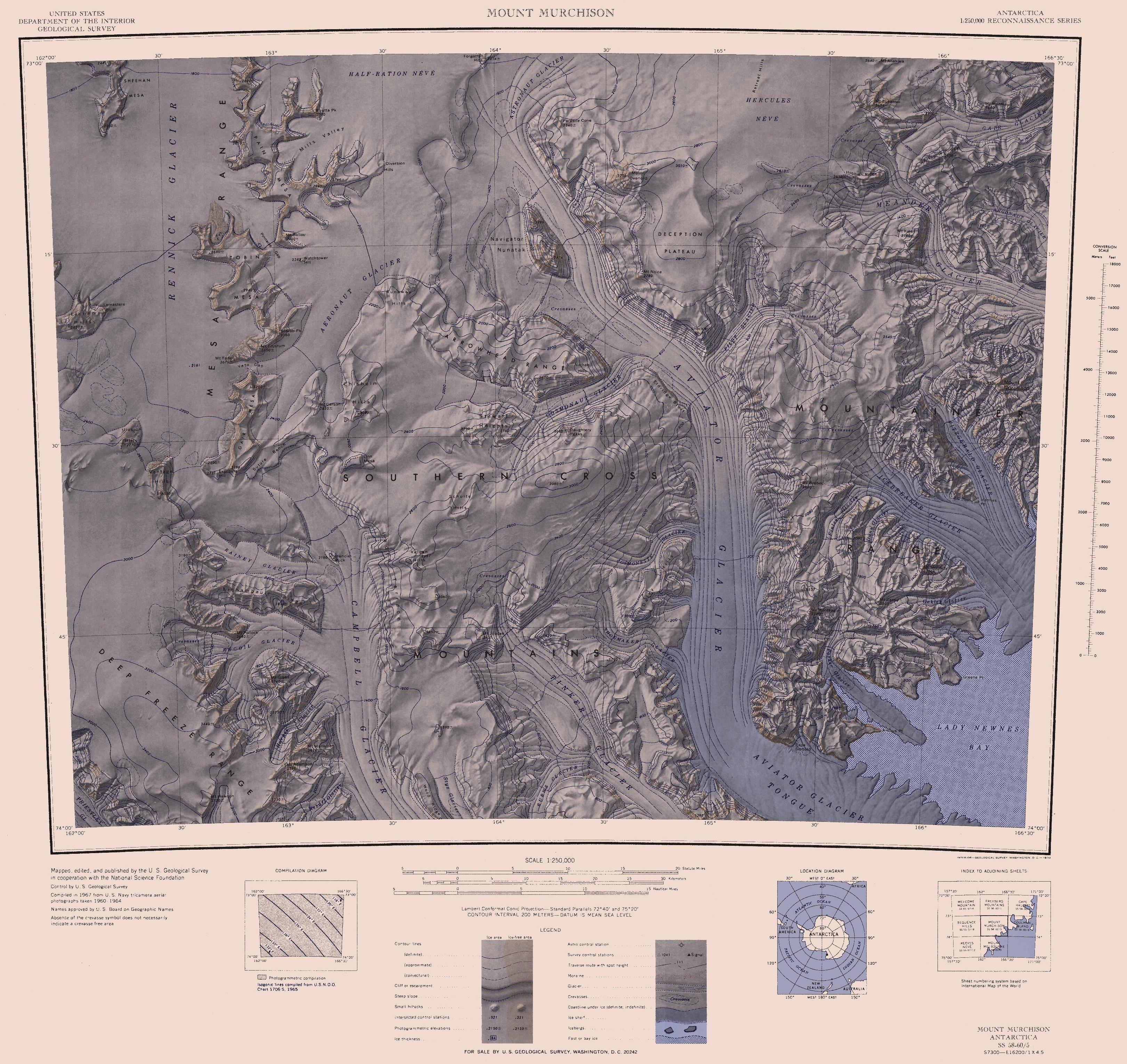

默奇森山是南極洲的山峰，位於維多利亞地的博克格雷溫克海岸，屬於登山家山脈的一部分，海拔高度3,501米，現時由南極條約體系管理。

## 外部連結
- "Mount Murchison, Antarctica" on Peakbagger （页面存档备份，存于）